# Phillipp Heyden
Phillipp Heyden (Marbach am Neckar, 26 settembre 1988) è un ex cestista tedesco.